# El Güito
Eduardo Serrano Iglesias, conegut artísticament com El Güito   (Madrid, 1942 - Vilalba, 9 de gener de 2025), va ser un dansaire i coreògraf espanyol.

## Biografia
Va créixer al barri d'El Rastro de Madrid. La seva mare venia bitllets de loteria a bars i cafeteries. Als cinc anys va guanyar el primer premi en un concurs de dansa infantil per primera vegada a la seva vida. La seva mare sovint li feia fer gires de venda pels bars i l'animava a veure els artistes flamencs per aprendre'n alguna cosa. Durant la seva infantesa va aparèixer dues vegades en pel·lícules: el 1951 a Una cubana en España dirigida per Luis Bayón Herrera i el 1954 a Un caballero andaluz de Luis Lucia Mingarro.
El seu primer professor va ser Antonio Marín. La seva carrera artística va començar als 14 anys quan va ser acceptat a la companyia de Pilar López. Amb ella va actuar al Palace Theatre de Londres. Com a ballarí més jove de la companyia, va aprendre de Farruco, Mario Maya i Curro Vélez, i de la cap de la companyia Pilar López.
Ja el 1959 va rebre el primer premi significatiu: el Prix Sarah Bernhardt del Théâtre des Nations de París.
Als 15 anys va deixar la companyia de Pilar López i va començar a actuar als tablaos i salons de ball de Madrid. Seguidament es van realitzar actuacions a Portugal, França, Egipte, els Estats Units i Alemanya. El 1960 va aparèixer a Sonidos negros de Soledad Miralles, el 1962 a Los Tarantos de Francesc Rovira Beleta el 1964 a Antología dramática del flamenco amb Manuela Vargas i un any després a Flamenco de Manuela Vargas. El mateix any va aparèixer a la pel·lícula Gitana de Joaquín Bollo Muro. El 1970–1972 va formar el Trío Madrid amb Mario Maya i Carmen Mora; allà va sorprendre el públic amb la seva interpretació creativa de la soleá. Amb Mario Maya i la ballarina Antonia Martínez, va formar un altre trio el 1974; junts van interpretar textos del poeta granadí Juan de Loxa a l'obra Ceremonial.
Als anys vuitanta va aparèixer com a ballarí convidat al Ballet Nacional d'Espanya. A més, va començar a escenificar les seves pròpies coreografies. La seva creació Diálogos del Amargo basada en textos de Federico García Lorca li va valer el primer premi al Festival de Teatre de Sitges el 1982. El 1986 va aparèixer a l'espectacle Flamenco puro de Farruco. Un any després va ballar als Estats Units a Santa Fe a El loco romántico, d'Enrique Morente, un homenatge al Quixot. També va actuar als principals festivals de flamenc de Madrid, Granada, Sevilla i Mèrida els anys vuitanta. Per la seva actuació al Festival de Cante Jondo va ser guardonat amb el Premio Matilde Coral.
Als anys 90 i 2000 també va aparèixer als principals festivals de flamenc i va muntar els seus propis espectacles. El 1996 va representar una gran sèrie de pals flamencs amb Raíces Gitanas al Gran Teatre de Còrdova. La seqüència de Tangos, Farruca, Taranto, Bulerías, Alegrías, Seguiriyas, Martinetes i Bulerías por Soleá va trobar el seu clímax en la seva pròpia interpretació de Soleá. El 1996 i el 1997 li van concedir de nou dos importants premis: el Galardón Calle de Alcalá i el Premio Nacional de Baile de la Càtedra de Flamencologia de Jerez.
El 2002 va portar A puerta abierta amb Mari Paz Lucena i Alfonso Losa al centre de la ciutat de Nova York davant de més de 3.000 espectadors. El 2007 Dos Generaciones, va contrastar la seva clàssica interpretació de Farruca i Soleá amb les formes més noves de la generació més jove, representada per Mari Paz Lucena i María Juncal.
El 2015 va rebre la Medalla d'Or al Mèrit en les Belles Arts.